# Ashikaga Takauji
En aquest nom japonès, el cognom és Ashikaga.
Ashikaga Takauji (足利 尊氏, 1305 - 7 de juny del 1358) va ser el fundador i primer shogun del shogunat Ashikaga. Va començar a governar el 1338, donant inici al període Muromachi al Japó, i va acabar amb la seva mort 1358. Va ser descendents dels samurais de la línia Seiwa Genji del clan Minamoto.

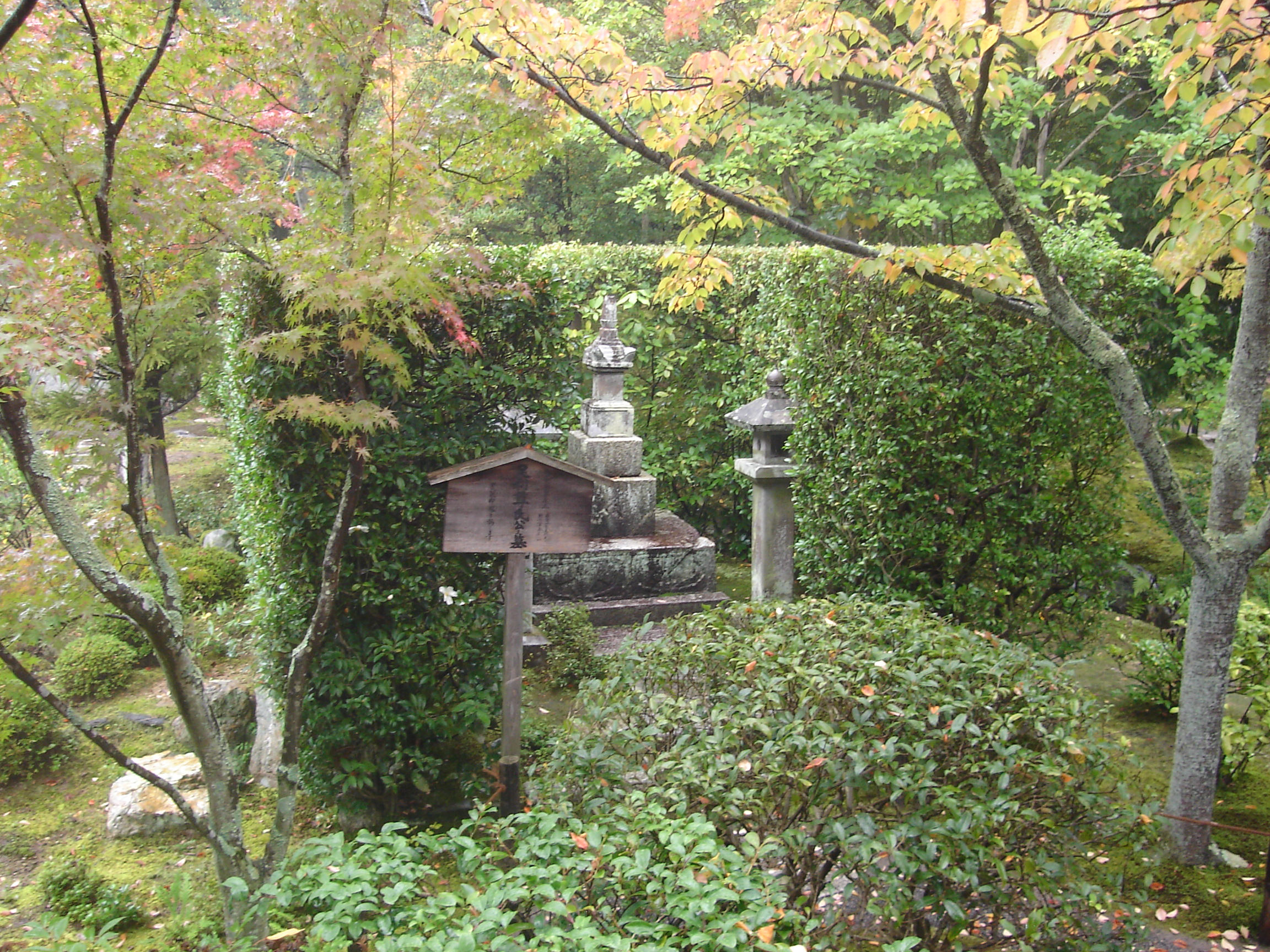
Tomba d'Ashikaga Takauji

Originalment va ser un general del shogunat Kamakura i va sufocar la Guerra Genkō que va durar entre el 1331 i el 1333. Es va sentir desilusionat amb el shogunat i es va aliar amb l'Emperador Go-Daigo i amb Kusunoki Masashige per prendre Kyoto i després destruir Kamakura per restablir el poder imperial amb la Restauració Kenmu el 1333.
No obstant els samurais se sentien incòmodes amb la restauració i planejaven retornar al sistema de shogunat. El 1335 van començar les rebel·lions en Kamakura i en Takauji els va sufocar però va aprofitar la situació per autoproclamar-se shogun. El 1336 Takauji va vèncer els seus oponents i va prendre Kyoto instal·lant l'Emperador Kōmyō, el 1338 va ser oficialment anomenat shogun. Així va començar el període Nanboku-chō (les corts del Nord i del Sud), quan hi va haver dos Emperadors del Japó al mateix temps, i que va durar 60 anys.
El fill de Takauji, Ashikaga Yoshiakira va ser el seu successor després de la seva mort.